# Kenny de Schepper
Kenny de Schepper (Bordeaux, 29 mei 1987) is een Frans tennisser. Hij heeft nog geen enkel ATP-toernooi gewonnen, maar deed al enkele keren mee aan een grandslamtoernooi. Hij heeft vijf challengers in het enkelspel op zijn naam staan.

## Jaarverslagen

### 2011
Dit was het beste seizoen tot nu toe voor de Fransman, met een eindejaarranking in de top 150. Startte het jaar als no. 672, hij won zijn eerste challenger toernooi in Pozoblanco en één futures titel. Hij kwalificeerde zich voor Wimbledon, waar hij zijn Grand Slam debuut maakte, maar verloor in de eerste ronde van Olivier Rochus. In het dubbelspel bereikte hij de halve finale op het ATP-toernooi van Metz met zijn partner Arnaud Clément. Hij was finalist in de challenger van Bergen met zijn partner Édouard Roger-Vasselin.

## Palmares

### Enkelspel
| Nr.                  | Datum            | Toernooi   | Ondergrond    | Tegenstander in finale | Score           |
| -------------------- | ---------------- | ---------- | ------------- | ---------------------- | --------------- |
| gewonnen challengers |                  |            |               |                        |                 |
| 1.                   | 4 juli 2011      | Pozoblanco | Hardcourt     | Iván Navarro           | 2-6, 7-5, 6-3   |
| 2.                   | 1 oktober 2012   | Bergen     | Hardcourt (i) | Michaël Llodra         | 7-67, 4-6, 7-64 |
| 3.                   | 8 oktober 2012   | Rennes     | Hardcourt (I) | Illja Martsjenko       | 7-64, 6-2       |
| 4.                   | 2 maart 2014     | Cherbourg  | Hardcourt     | Norbert Gombos         | 3-6, 6-2, 6-3   |
| 5.                   | 29 augustus 2016 | Como       | Gravel        | Marco Cecchinato       | 2-6, 7-6, 7-5   |

## Resultaten grandslamtoernooien
| Legenda | Legenda                          |
| ------- | -------------------------------- |
| g.t.    | geen toernooi gehouden           |
| l.c.    | lagere categorie                 |
| –       | niet deelgenomen                 |
| G       | uitgeschakeld in de groepsfase   |
| 1R      | uitgeschakeld in de eerste ronde |
| 2R      | uitgeschakeld in de tweede ronde |
| 3R      | uitgeschakeld in de derde ronde  |
| 4R      | uitgeschakeld in de vierde ronde |
| KF      | uitgeschakeld in de kwartfinale  |
| HF      | uitgeschakeld in de halve finale |
| F       | de finale verloren               |
| W       | het toernooi gewonnen            |
| w-v     | winst/verlies-balans             |

### Enkelspel
| Grandslamtoernooien   |      |     |      |      |      |     |        |
| Australian Open       | –    | 1R  | –    | 2R   | 1R   | –   | 1-3    |
| Roland Garros         | –    | –   | 1R   | 2R   | –    | 1R  | 1-3    |
| Wimbledon             | 1R   | 2R  | 4R   | 1R   | 2R   | –   | 5-5    |
| US Open               | –    | –   | 1R   | 1R   | –    | –   | 0-2    |
| Winst-verlies         | 0–1  | 1–2 | 3-3  | 2-4  | 1-2  | 0-1 | 7-13   |
| ATP World Tour Finals |      |     |      |      |      |     |        |
| ATP World Tour Finals | –    | –   | –    | –    | –    | –   | 0-0    |
| ATP Masters 1000      |      |     |      |      |      |     |        |
| Indian Wells          | –    | –   | –    | –    | –    | –   | 0-0    |
| Miami                 | –    | –   | –    | 1R   | –    | –   | 0-1    |
| Monte Carlo           | –    | –   | –    | –    | –    | –   | 0–0    |
| Madrid                | –    | –   | –    | –    | –    | –   | 0-0    |
| Rome                  | –    | –   | –    | –    | –    | –   | 0-0    |
| Montreal/Toronto      | –    | –   | –    | –    | –    | –   | 0–0    |
| Cincinnati            | –    | –   | –    | –    | –    | –   | 0-0    |
| Shanghai              | –    | –   | –    | –    | –    | –   | 0–0    |
| Parijs                | –    | –   | –    | 1R   | –    | –   | 0-1    |
| Olympische Spelen     |      |     |      |      |      |     |        |
| Olympische Spelen     | g.t. | –   | g.t. | g.t. | g.t. | –   | 0-0    |
| Statistieken          |      |     |      |      |      |     |        |
| titels per jaar       | 0    | 0   | 0    | 0    | 0    | 0   | 0      |
| Totaal winst-verlies  | 0-2  | 1-4 | 8-15 | 7-19 | 4-10 | 1-5 | 26-61  |
| Eindejaarsranking     | 139  | 121 | 83   | 106  | 148  | 162 | n.v.t. |

### Mannendubbelspel
| Grandslamtoernooien   |      |     |      |      |      |     |      |        |
| Australian Open       | –    | –   | –    | –    | –    | –   | –    | 0-0    |
| Roland Garros         | 2R   | 1R  | –    | –    | 1R   | 1R  | 1R   | 1-5    |
| Wimbledon             | –    | –   | –    | –    | –    | –   | –    | 0-0    |
| US Open               | –    | –   | 1R   | –    | –    | –   | –    | 0-1    |
| Winst-verlies         | 1-1  | 0-1 | 0-1  | 0-0  | 0-1  | 0-1 | 0-1  | 1-6    |
| ATP World Tour Finals |      |     |      |      |      |     |      |        |
| ATP World Tour Finals | –    | –   | –    | –    | –    | –   | –    | 0-0    |
| ATP Masters 1000      |      |     |      |      |      |     |      |        |
| Indian Wells          | –    | –   | –    | –    | –    | –   | –    | 0-0    |
| Miami                 | –    | –   | –    | –    | –    | –   | –    | 0-0    |
| Monte Carlo           | –    | –   | –    | –    | –    | –   | –    | 0–0    |
| Madrid                | –    | –   | –    | –    | –    | –   | –    | 0-0    |
| Rome                  | –    | –   | –    | –    | –    | –   | –    | 0-0    |
| Montreal/Toronto      | –    | –   | –    | –    | –    | –   | –    | 0–0    |
| Cincinnati            | –    | –   | –    | –    | –    | –   | –    | 0-0    |
| Shanghai              | –    | –   | –    | –    | –    | –   | –    | 0–0    |
| Parijs                | –    | –   | 1R   | 1R   | –    | –   | –    | 0–2    |
| Olympische Spelen     |      |     |      |      |      |     |      |        |
| Olympische Spelen     | g.t. | –   | g.t. | g.t. | g.t. | –   | g.t. | 0-0    |
| Statistieken          |      |     |      |      |      |     |      |        |
| titels per jaar       | 0    | 0   | 0    | 0    | 0    | 0   | 0    | 0      |
| Eindejaarsranking     | 167  | 670 | —    | 826  | 382  | 598 | 724  | n.v.t. |